# Tiro nos Jogos Olímpicos de Verão de 2008 - Pistola livre 25 m feminino
A prova da pistola livre a 25 m feminino do tiro dos Jogos Olímpicos de Verão de 2008 foi disputada no dia 13 de agosto e no Hall de Tiro de Pequim. 
A competição é dividida em duas fases, uma de precisão e outra de velocidade. Na fase de precisão são disparados séries de cinco tiros em cinco minutos, sendo a primeira série de ensaio e seis de competição, totalizando trinta tiros. Na fase de velocidade, também são disparados séries de cinco tiros, com a primeira de ensaio e seis de competição, totalizando mais trinta tiros. Nesta fase, o alvo aparece por três segundos para cada disparo, permanecendo fechado por sete segundos, sucessivamente, até se completar os cinco disparos de cada série. O resultado final é obtido pela soma das duas fases, computando-se os sessenta disparos. As oito melhores atiradoras avançam para a final, onde são executadas mais quatro séries de velocidade.

## Medalhistas
| Ouro   | CHN Chen Ying            |
| Prata  | MGL Otryadyn Gündegmaa   |
| Bronze | GER Munkhbayar Dorjsuren |

## Qualificação
| Pos. | Atleta                      | CON | Precisão | Velocidade | Total |
| ---- | --------------------------- | --- | -------- | ---------- | ----- |
| 1    | Otryadyn Gündegmaa          | MGL | 291      | 299        | 590   |
| 2    | Munkhbayar Dorjsuren        | GER | 292      | 295        | 587   |
| 3    | Chen Ying                   | CHN | 291      | 294        | 585   |
| 4    | Jo Yong-suk                 | PRK | 289      | 295        | 584   |
| 5    | Maria Grozdeva              | BUL | 287      | 296        | 583   |
| 6    | Luisa Maida                 | ESA | 292      | 290        | 582   |
| 7    | Fei Fengji                  | CHN | 292      | 290        | 582   |
| 8    | Tanyaporn Prucksakorn       | THA | 291      | 291        | 582   |
| 9    | Sonia Franquet              | ESP | 294      | 288        | 582   |
| 10   | Michiko Fukushima           | JPN | 288      | 293        | 581   |
| 11   | Ahn Soo-kyeong              | KOR | 288      | 293        | 581   |
| 12   | Tsogbadrakhyn Mönkhzul      | MGL | 290      | 291        | 581   |
| 13   | Viktoria Chaika             | BLR | 292      | 289        | 581   |
| 14   | Lalita Yauhleuskaya         | AUS | 290      | 291        | 581   |
| 15   | Brigitte Roy                | FRA | 289      | 291        | 580   |
| 16   | Nino Salukvadze             | GEO | 292      | 288        | 580   |
| 17   | Lee Ho-lim                  | KOR | 289      | 291        | 580   |
| 18   | Yuliya Alipava              | RUS | 287      | 292        | 579   |
| 19   | Natalia Paderina            | RUS | 292      | 287        | 579   |
| 20   | Lenka Marušková             | CZE | 286      | 292        | 578   |
| 21   | Jasna Šekarić               | SRB | 285      | 293        | 578   |
| 22   | Stephanie Tirode            | FRA | 291      | 286        | 577   |
| 23   | Stefanie Thurmann           | GER | 291      | 285        | 576   |
| 24   | Maura Genovesi              | ITA | 286      | 290        | 576   |
| 25   | Elizabeth Callahan          | USA | 287      | 288        | 575   |
| 26   | Olena Kostevych             | UKR | 288      | 287        | 575   |
| 27   | Sławomira Szpek             | POL | 283      | 292        | 575   |
| 28   | Rebecca Snyder              | USA | 287      | 288        | 575   |
| 29   | Sandra Kolly                | SUI | 289      | 285        | 574   |
| 30   | Mirosława Sagun Lewandowska | POL | 288      | 286        | 574   |
| 31   | Zauresh Baibussinova        | KAZ | 281      | 290        | 571   |
| 32   | Zsofia Csonka               | HUN | 287      | 284        | 571   |
| 33   | Dina Aspandiyarova          | AUS | 290      | 281        | 571   |
| 34   | Michaela Musilová           | CZE | 288      | 283        | 571   |
| 35   | Lindita Kodra               | ALB | 283      | 287        | 570   |
| 36   | Maria Pilar Fernandez       | ESP | 291      | 278        | 569   |
| 37   | Irena Tanova                | BUL | 280      | 289        | 569   |
| 38   | Zhanna Shapialevich         | BLR | 287      | 282        | 569   |
| 39   | Huang Yi Ling               | TPE | 281      | 282        | 563   |
| 40   | Carmen Malo                 | ECU | 281      | 278        | 559   |
| 41   | Avianna Chao                | CAN | 277      | 281        | 558   |

## Final
| Pos. | Nome                  | CON | Qual. | 1    | 2    | 3    | 4    | Final | Total |
| ---- | --------------------- | --- | ----- | ---- | ---- | ---- | ---- | ----- | ----- |
|      | Chen Ying             | CHN | 585   | 52.5 | 53.1 | 52.5 | 50.3 | 208.4 | 793.4 |
|      | Otryadyn Gündegmaa    | MGL | 590   | 51.1 | 51.1 | 49.0 | 51.0 | 202.2 | 792.2 |
|      | Munkhbayar Dorjsuren  | GER | 587   | 48.7 | 50.0 | 52.6 | 50.9 | 202.2 | 789.2 |
| 4    | Fei Fengji            | CHN | 582   | 52.4 | 51.3 | 50.8 | 51.4 | 205.9 | 787.9 |
| 5    | Maria Grozdeva        | BUL | 583   | 49.2 | 49.9 | 52.5 | 52.0 | 203.6 | 786.6 |
| 6    | Jo Yong Suk           | PRK | 584   | 49.9 | 50.3 | 49.5 | 49.7 | 199.4 | 783.4 |
| 7    | Tanyaporn Prucksakorn | THA | 582   | 49.5 | 47.6 | 49.6 | 49.0 | 195.7 | 777.7 |
| 8    | Luisa Maida           | ESA | 582   | 47.8 | 46.0 | 51.7 | 46.5 | 192.0 | 774.0 |